# Frida, naturaleza viva
Frida, naturaleza viva (bra: Frida, Natureza Viva) é um filme mexicano de 1983, do gênero drama biográfico, dirigido por Paul Leduc. 
Foi selecionado como representante do México à edição do Oscar 1984, organizada pela Academia de Artes e Ciências Cinematográficas.[carece de fontes?]

## Sinopse
Cinebiografia da pintora Frida Kahlo, apresentando as pessoas e eventos mais significativos — infância, doença, o ativismo político, a vida sentimental (incluindo o casamento com Diego Rivera) e a amizade com Leon Trótski e o pintor David Siqueiros.

## Elenco
- Ofelia Medina - Frida Kahlo
- Juan José Gurrola - Diego Rivera
- Max Kerlow - Leon Trótski
- Claudio Brook - Guillermo Kahlo
- Salvador Sánchez - David Alfaro Siqueiros
- Cecilia Toussaint - irmã de Frida
- Ziwta Kerlow - esposa de Trótski
- Margarita Sanz - amiga de Frida